# ژویتس
ژویتس (به لهستانی:  Żywiec) یک منطقهٔ مسکونی در لهستان است که در شهرستان ژویتس واقع شده‌است. ژویتس ۵۰٫۵۷ کیلومتر مربع مساحت و ۳۲٬۰۷۸ نفر جمعیت دارد.

## خواهرخوانده
شهرهای اونترهاخینگ، گدلو، Adur، ریوم، چادتسا و شورهام-بای-سی خواهرخوانده‌های ژویتس هستند.